# Station Barrême
Station Barrême is een spoorwegstation in de Franse gemeente Barrême.